# États belgiques unis
11 janvier – 2 décembre 1790
(10 mois et 21 jours)
Entités précédentes :
- Pays-Bas autrichiens

Entités suivantes :
- Pays-Bas autrichiens

Les États belgiques unis ou États-Unis de Belgique[réf. nécessaire] (en néerlandais Verenigde Belgische Staten ou Verenigde Nederlandse Staten, soit littéralement « États belgiques unis » ou « États néerlandais unis ») sont l’éphémère confédération créée à la suite du traité d'union du 11 janvier 1790 entre une partie des États membres des Pays-Bas autrichiens en révolte contre le régime autrichien en 1790.
La discorde entre les partis conservateur (statiste) et libéral (vonckiste) gêne cependant considérablement la défense du pays et favorise le retour des troupes impériales, qui rétablissent l'autorité de l'Empereur dès octobre de la même année.

## Pays-Bas autrichiens et révolution brabançonne
Les Pays-Bas méridionaux sont placés sous la suzeraineté directe des Habsbourg depuis le traité d'Utrecht en 1713.
Ils sont composés de onze États (Brabant, Flandre, Hainaut, Namur, Luxembourg, Limbourg, Gueldre, Malines, Tournai, Tournaisis et West-Flandre).
Après l'occupation de l'armée française pendant la guerre de Succession d'Autriche et à la suite du retour du gouverneur, Charles-Alexandre de Lorraine, en 1749, les Pays-Bas autrichiens vont vivre une période de paix et de prospérité.
Cependant, dès 1780, l'empereur Joseph II prend une première série de mesures qui frappent l'administration, la justice, la fiscalité, les coutumes. Ces réformes progressistes sont de plus en plus mal ressenties par la population.
Dès 1787, la révolution brabançonne se produit, en rejet à ces réformes. Deux mouvements internes vont s’affronter, les conservateurs ou statistes, avec Henri van der Noot, sa fervente compagne, Jeanne de Bellem, et le chanoine van Eupen et les progressistes ou unitaristes, avec Jean-François Vonck et Édouard de Walckiers.
Des insurgés se regroupent aux Pays-Bas, à Breda, et passent la frontière pour attaquer les garnisons de l'armée impériale. Menés par le colonel Van der Mersch, ils battent les Impériaux à Turnhout le 27 octobre 1789. Les villes de Gand et d'Anvers sont prises et les régents impériaux Albert de Saxe-Teschen et son épouse l'archiduchesse Marie-Christine de Habsbourg-Lorraine sont forcés de quitter le pays.

## Éléments de chronologie relatifs au Congrès des États belgiques unis
- 7 janvier 1790 : début des états généraux à Bruxelles.
- 9 janvier 1790 : détermination des modalités de vote entre les provinces au sein des états généraux.
- 12 janvier 1790 : décision d’ériger une chancellerie de guerre. Y sont nommés le baron d'Hove, le comte d'Anriveau, le comte d'Yve, M. de Sourdeau.
- 21 janvier 1790 : signature du traité d'union par les députés présents
- 25 janvier 1790 : le duc d'Ursel est choisi comme président du département général de la guerre.
- 26 janvier 1790 : Van der Mersch est nommé feld-maréchal.
- 29 janvier 1790 : Schönfeld (de) est nommé lieutenant-général.
- 4 février 1790 : réception de la capitulation des Impériaux de la citadelle d'Anvers du 29 janvier 1790.
- 16 février 1790 : nomination des comités :
  - pour la guerre : Le comte de Lannoy, de Thiernnes, le baron de Neverlée, d'Asper et de Haverskercke.
  - pour les finances : Le comte de Coloma, Deurwaerder, Macau, de Smet, le chevalier de Bousie, de Canivet et Taffin.
  - pour les lois et organisation du Congrès : l'évêque d'Anvers, Petitjean, le chanoine Petit, Gendebien, de Grave et le pensionnaire Van der Meersch.
- 20 février 1790 : accord sur le projet de serment à prêter par les membres du Congrès.
- 1er mars 1790 : discussion de points relatifs à l'organisation du Congrès.
- 3 mars 1790 : discussion de points relatifs à l'organisation du Congrès.
- 9 mars 1790 : discussion de points relatifs à l'organisation du Congrès.
- 10 mars 1790 : discussion de points relatifs à l'organisation du Congrès.
- 11 mars 1790 : discussion de points relatifs à l'organisation du Congrès.

## Traité d'union
À la suite de la révolution belgique, rebaptisée après 1830 en « révolution brabançonne », les États du pays de Brabant notifient aux autres Provinces, le 20 décembre 1789, la déchéance de Joseph II sur leur duché et l'alliance conçue avec les États de Flandre le 30 novembre 1789, et leur propose de conclure un traité d'union dans les meilleurs délais.
Le comté de Namur, la seigneurie de Malines et le Tournaisis répondent rapidement tandis que les États de Hainaut seuls semblèrent hésiter avant d'entrer dans la future confédération.
Finalement les assemblées provinciales nomment leurs députés. Ils se retrouvent aux états généraux ainsi convoqués :
- Brabant[5] :
  - représentants du clergé : Corneille-Francois de Nélis, évêque d'Anvers, dom Godefroi Hermans, abbé de Tongerloo ;
  - représentants de la noblesse : le comte de Lannoy, le comte de Coloma, baron de Leeuw-St.-Pierre ;
  - représentants du tiers-état : J.-F. Baelmans de Louvain, l'avocat A-M Van Halen senior de Bruxelles et A.-H.-J. Van Wamele d'Anvers.
- Limbourg :
  - représentants du clergé : l'abbé de Rolduc, Pierre Joseph Chaineux ;
  - représentant de la noblesse : le baron de Négri,
  - représentants du tiers-état : La Saulx de Sainte Marie et le conseiller pensionnaire Wildt.
- Gueldre : J.-B. Syben, bourgmestre de Ruremonde et conseiller pensionnaire des États.
- Flandre :
  - représentants du clergé : Dom Joannes Pameleirre, abbé de l'abbaye des saints Corneille et Cyprien de Ninove, Joseph Castel SamPietro, prévôt de la cathédrale de Gand, Dom E. Prisie, abbé d'Eeckhoutte, P.J. De Pauw, chanoine et président du séminaire à Bruges ;
  - représentants de la noblesse : le marquis de Rodes, le comte d'Hane de Steenhuyse ;
  - représentants des villes : J.P. Roelandts de Gand, Pyl du Fayt de Courtrai, de Schietere, seigneur de Caprycke, bourgmestre de Bruges ;
  - représentants des châtellenies : J de Lannoy de la châtellenie de Courtrai, Eugène Van Hoobrouk haut-pointre de la Châtelenie d'Audenarde, J. de Smet, bailli du pays de Gavre, député du Pays d'Alost ;
  - représentant des tiers-état : C.J.J. de Gavre.
- Flandre Occidentale : Dom Heddebault, abbé de S. Jean au Mont, François-Joseph-André Van der Stichele de Maubus, écuyer, avoué de la ville d'Ypres, François Van der Meersch, conseiller pensionnaire de la salle et châtellenie d'Ypres.
- Hainaut :
  - représentant du clergé : Dom Benoit Alavoine, abbé de l'abbaye de Saint-Denis en Broqueroy,
  - représentant de la noblesse : le comte Charles de Thiennes de Lombize ;
  - représentants du tiers-état : le chevalier de Bousie, M. Gendebien, greffier échevinal de la ville de Mons
- Namur :
  - représentants du clergé : Dom Grégoire Thibault, abbé de l'abbaye de Waulsort et Hastiers et Dom Jean-Baptiste Dufresne, abbé de l'Abbaye de Floreffe ;
  - représentants de la noblesse : le baron de Neverlée de Baulet et le comte de Baillet, seigneur de Gesve ;
  - représentants du tiers-état : M. de Ganhy, échevin de Namur et Fallon, échevin de Namur.
- Tournai : La Hamayde, grand prévôt, Idesbalde Van der Gracht, mayeur des échevins, Longueville, juré, J. Hersecap, premier conseiller pensionnaire de la ville, Bernard-François Taffin, grand souverain doyen des métiers, Gaspard Mourcou, grand souverain sous-doyen des métiers, H.B.J. Desruez, doyen des apothicaires, Cédric Crapet d'Hangouart, doyen des maîtres de forges, J.-B. Vinchent, conseiller pensionnaire de la chambre des arts et métiers.
- Tournaisis :
  - représentant du clergé : A.F.J. Van der Dilft, doyen de la cathédrale de Tournai,
  - représentant de la noblesse : M le baron de Harnes,
  - représentant du tiers-état : M G Macau, pensionnaire.
- Malines : M Rombaut-Joseph de Brouwer, avocat et échevin de la ville, membre du conseil large, Jean-Josepht Van Kiel, doyen du métier des brasseurs, membre du conseil large, Jean-Charles de Nélis, Jean-André Lambrechts.

Ceux-ci vont préparer le texte du traité d'union.
La réunion des états généraux est fixée au 7 janvier 1790. Après une messe à Sainte-Gudule, les députés représentant les assemblées provinciales se réunissent dans la chambre des États de Brabant. Ils adoptent la proposition de traité et décident des modalités pour le vote. Pour un total de 90 voix, avec une majorité de 56 voix, la répartition entre les différentes provinces est la suivante : Brabant (20 voix), la Flandre (vingt deux voix), la West-Flandre (neuf voix), la province de Hainaut (neuf voix), Namur (sept voix), le Luxembourg (sept voix, pour mémoire), le Limbourg (six voix), Malines (quatre voix), Tournai (deux voix), le Tournaisis (deux voix) et la Gueldre (deux voix).

### Texte du traité d'union
« Après la mort de l’impératrice douairière et reine, Marie-Thérèse d’Autriche, les peuples qui forment aujourd’hui les États-Unis des Pays-Bas, avaient reconnu pour leur souverain Joseph II, fils aîné de l’impératrice, et s’étaient soumis à son empire, mais sous des réserves et avec des stipulations expresses, telles que la constitution de ces provinces les avait dictées d’ancienneté. Ces stipulations et ces réserves, contenues dans le pacte inaugural, étaient plus anciennes que la maison qui gouvernait le pays, et nées, pour ainsi dire, avec la nation même ; aussi furent-elles agréées et jurées solennellement, et rien ne manqua au traité que le peuple avant de se donner, fit, suivant l’usage, avec son prince. La conservation entière de l’ancienne religion catholique, apostolique et romaine ; le maintien de la constitution, des libertés, franchises, coutumes et usages, tels qu’ils étaient contenus dans les chartes, et consacrés par la possession immémoriale de la nation, et dans ce que le Brabant surtout appelait sa Joyeuse Entrée, tout cela fut convenu et promis sous la foi du serment. Les habitants l’avaient d’autant plus à cœur, qu’ils s’étaient fait depuis longtemps une douce habitude de regarder tous ces points comme formant essentiellement leur constitution, et cette constitution comme le boulevard de leurs libertés et la sauvegarde de leur bonheur. Cependant, malgré le serment si positif du souverain, relativement à l’observation du pacte inaugural ; malgré les représentations si souvent réitérées de tous les ordres de l’Etat, touchant les infractions sans nombre faites à ce pacte, le souverain suivait depuis plusieurs années une marche constante, qui ne tendait à rien moins qu’à tout changer, à innover sans cesse, et à priver les habitants d’une constitution qui leur était chère, et dont sans injustice, sans enfreindre ses serments, il ne pouvait les dépouiller. On avait déjà vu paraître successivement une foule d’édits qui attaquaient la religion dans les différents objets de sa morale, de son culte, dans ce qui tenait à ses dogmes, et dans ses ministres. Les tribunaux de la nation furent renversés, les lois changées arbitrairement ou enfreintes ; les propriétés, la liberté personnelle, dont les Belges en tout temps se montrèrent si jaloux, n’étaient plus à couvert des entreprises inconstitutionnelles ; elles se taisaient les lois devenues impuissantes devant le glaive du militaire ; les usages antiques étaient partout altérés ou révoqués ; un ordre nouveau substitué à l’ordre ancien, et remplacé par les volontés mobiles et arbitraires du prince ou de ceux qui gouvernaient en son nom et agissaient sous son autorité. Tel était l’excès de nos maux ; ils étaient devenus sans remède. Le gouvernement, non content de se raidir contre toutes remontrances, ferma, par un nouvel et dernier coup d’autorité, la porte à ces remontrances même, en cassant la Joyeuse Entrée, les possessions anciennes et les lois fondamentales des provinces, en abolissant, avec la constitution, les collèges des députés de ses provinces, qui avaient été jusque-là l’organe des représentations et des représentants des peuples.
Enfin, le pacte, qui cesse de lier dès qu’il cesse d’être réciproque, était formellement rompu de la part du souverain ; et que restait-il après cela aux peuples, sinon le droit naturel et imprescriptible que le pacte d’ailleurs lui-même donne, d’opposer la force à la violence, et de reprendre une autorité qu’on n’avait confiée que pour le bonheur commun, et avec tant de précautions, sous des stipulations et des réserves si expresses ? C’est ce qui a été fait, et ç’a été d’après ces principes que les différentes provinces se sont déclarées libres et indépendantes. Le ciel a béni visiblement une entreprise formée sous ses auspices ; l’Europe et l’humanité ont applaudi au succès. Mais ce n’est pas tout que d’avoir obtenu des succès, il a fallu songer à les consolider, à les rendre durables. A ces causes, les Etats Belgiques, après avoir resserré les anciens nœuds d’une étroite union et d’une amitié durable, sont convenus des points et articles suivants :
Art. 1er. Toutes ces provinces s’unissent et se confédèrent sous la dénomination d'États belgiques unis.
Art. 2. Ces provinces mettent en commun, unissent et concentrent la puissance souveraine, laquelle elles bornent toutefois et restreignent aux objets suivants : à celui d’une défense commune ; au pouvoir de faire la paix et la guerre, et par conséquent à la levée et l’entretien d’une armée nationale ; ainsi qu’à ordonner, faire construire et entretenir les fortifications nécessaires ; à contracter des alliances, tant offensives que défensives, avec les puissances étrangères ; à nommer, envoyer et recevoir des résidents ou ambassadeurs et autres agents quelconques ; le tout par l’autorité seule de la puissance ainsi concentrée, et sans aucun recours aux provinces respectives. L’on est convenu, en même temps, de l’influence que chaque province, par ses députés, aura dans les délibérations sur les objets repris dans le présent traité.
Art. 3. Pour exercer cette puissance souveraine, elles créent et établissent un Congrès des députés de chacune des provinces, sous la dénomination de Congrès souverain des États belgiques unis.
Art. 4. Les provinces susmentionnées professant et voulant professer à jamais la religion catholique, apostolique et romaine, et voulant conserver inviolablement l’unité de l’Église, le Congrès observera et maintiendra les rapports anciennement observés avec le Saint-Siège, tant dans la nomination ou présentation des sujets des dites provinces aux archevêchés ou évêchés, de la manière dont les provinces conviendront entre elles dans la suite, qu’en toute autre matière, conformément aux principes de la religion catholique, apostolique et romaine, aux concordats et libertés de l’Église belgique.
Art. 5. Le Congrès aura seul le pouvoir de faire battre monnaie, au coin des États belgiques unis, et d’en fixer le titre et la valeur.
Art. 6. Les provinces de l’Union fourniront à la dépense nécessaire à l’exercice des pouvoirs souverains attribués au Congrès, selon la proportion observée sous le ci-devant souverain.
Art. 7. Chaque province retient et se réserve tous les autres droits de souveraineté : sa législation, sa liberté, son indépendance, tous les pouvoirs enfin, juridiction et droits quelconques qui ne sont pas expressément mis en commun et délégués au Congrès souverain.
Art. 8. On est convenu de plus, et irrévocablement, qu’à l’égard des difficultés qui pourront naître, soit à l’occasion de la contribution commune, soit sur quelques objets de discussion que ce soit, d’une province avec le Congrès, ou du Congrès avec une province, ou de province à province, le Congrès tâchera de les terminer à l’amiable, et que si une composition amiable ne pouvait avoir lieu, chaque province nommerait une personne, à la réquisition de l’une ou de l’autre des parties, par-devant qui la cause sera instruite sommairement, et qui la décideront. Et le Congrès aura le droit d’exécution ; et, si la sentence est portée contre le Congrès, celui-ci sera obligé de s’y soumettre.
Art. 9. Les États-Unis s’obligent le plus étroitement à s’entraider ; et, dès qu’une province sera attaquée par un ennemi du dehors, elles feront toutes cause commune, et toutes ensemble défendront de toutes leurs forces la province attaquée.
Art. 10. Il ne sera libre à aucune province de faire une alliance, ou traité quelconque, avec une autre puissance, sans le consentement du Congrès, et les provinces particulières ne pourront s’unir entre elles, s’allier, ou contracter de quelque manière que ce puisse être, sans le consentement du Congrès. La province de Flandre, cependant, pourra se réunir avec la Flandre occidentale, à condition que chacune aura ses députés particuliers au Congrès ; que ces députés auront leur voix libre et indépendante : et ne pourront jamais les députés de l’une, être en même temps les députés de l’autre.
Art. 11. Cette union sera stable, perpétuelle, irrévocable. Il ne sera libre à aucune province, ni à plusieurs, pas même à la pluralité, de rompre cette union ou de s’en séparer, sous prétexte ou d’après un motif quelconque.
Art. 12. On est aussi irrévocablement convenu que le pouvoir civil et militaire, ou une portion de l’un et de l’autre, ne sera jamais conféré à la même personne, et que personne, ayant séance ou voix au Congrès, ne pourra être employé dans le service militaire, et que, de même, personne en emploi militaire ne pourra être député au Congrès, y avoir séance ou voix. De même, tout employé ou pensionné de quelque puissance étrangère, sous quelque dénomination que ce puisse être, ne pourra être admis au Congrès. On en exclut aussi tous ceux qui, après la ratification de ce traité d’union, accepteront quelque ordre militaire ou décoration quelconque.
À cet effet, tous les États composant l’Union en général, et chaque membre en particulier, de même que tous ceux qui prendront séance au Congrès, tous les conseillers et membres des conseils des provinces, tous les magistrats, et généralement tous les justiciers et officiers civils, promettront et jureront l’observation exacte et fidèle de cette union, et de tous et de chacun de ses points.
Ainsi conclu, fait et arrêté, à Bruxelles, dans l’assemblée générale des États Belgiques Unis, par les soussignés, députés des États respectifs, sous la ratification de leurs commettants, le onze de janvier, l'an mil sept cent nonante, à deux heures du matin. »

Signatures de
- Brabant : C. François, évêque d'Anvers, Godefridus, abbas Tongerloensis, Lannoy, E. Coloma, P.F. Baelmans, M.A. Van Haelens et A.H.J. Van Wamel.
- Gueldre : JB Syben.
- Flandre : Joannes Pameleirre, abbas Ninoviensis, E. Presie, abbé d'Eeckhoutte, J. Castel Sampietro, P.J. De Pauw, le marquis de Rodes, le comte d'Hane de Steenhuyse, J.P. Roelants Pens, M. Pyl du Fayt, De Schietere-Capycke, J. de Lannoy, Eugène Van Hoobrouek, J. de Smet, C.J.J. de Grave.
- West-Flandre : C Heddebault, Van der Stichele, de Maubus, F. Van der Meersch.
- Hainaut : Benoit Alavoine, le comte Charles de Thiennes de Lombize, le chevalier de Bousie, M. Gendebien, greffier échevinal de la ville de Mons.
- Namur : Grégoire, abbé de Waulsort, le baron de Neverlée de Baulet, de Cauwer, Fallon de Namur.
- Tournai : La Hamayde, Taffin, Mourcou, J.-B. Vinchent, C. Crapet d'Hangouart, Van der Gracht Longueville, H.B.J. Desruez, J. Hersecaap.
- Tournaisis : A. Van der Dilft, Sourdeau, G. Macau.
- Malines : R.J. Brouwer, J.-Josephus Van Kiel, J.-C. de Nélis, J. Andreas Lambrechts

L'acte d'union est ratifié le 20 janvier 1790, 20 janvier par tous les États des provinces insurgées, excepté par ceux du Limbourg. Le traité d'union est édité dans Le Moniteur universel du 31 janvier 1790,
Le 25 mars 1790, l'acte d'union est ratifié par les États de la province de Limbourg et signé par ses députés
- Limbourg : P.-J. Chaineux, abbé de Rolduc, M. De Hoen Neufchâteau, La Saulx de Sainte-Marie, P.S. Van Eupen.

Il n'est pas signé par le Luxembourg, États où l'autorité de l'empereur du Saint-Empire restait intacte.

## Congrès et États généraux
Le fonctionnement de ces deux organes est le suivant :

### Congrès souverain des États belgiques unis
Le Congrès souverain des États belgiques unis s'assemble tous les jours, de dix heures du matin à deux heures. On y discute des objets déférés par le traité d'union. Le Congrès va se partager en trois comités :
- Le comité politique est composé de Pierre Van Eupen, de Nieuport, du chanoine de Tournai, du marquis de Wemmel, de Petit, chanoine de Gand et du baron d'Haverskercke.
- Le deuxième comité est composé de Henri van der Noot, de Godefroi Hermans, colonel-propriétaire de plusieurs régiments et père-abbé de Tongerloo, de Delattre, d'Hoverlant, de La Saulx, de l'abbé de Boneffe, de Syben, de J.F.L. Van der Noot de Wanninck, de F. Van der Meersch, du baron de Peuthy, de Bousies de Rouveroy, de Lambrechts.
- Le comité des finances est composé de De Smet, de Deurwaerder, de l'abbé de Rolduc, de Smeesters, de Beckman, de De Cauwer et d'Anthoine.

Le 16 juin 1790, le Congrès propose l'organisation d'un corps de volontaires pour tout le pays.

### États généraux
Les états généraux se réunissent les lundis, mercredis et vendredis de cinq heures à neuf heures. Les députés délibèrent sur les matières concernant la généralité des provinces, les résolutions étant soumises à la ratification des États respectifs par procès-verbaux. Les États-Généraux vont se réunir à Bruxelles jusque vers le 1er décembre à l'arrivée des troupes impériales.
Les états généraux prennent la résolution de nommer l'archiduc Charles grand-duc de Belgique.

### Texte du serment à prêter par les membres du Congrès
Le texte du serment décidé le 20 février 1790 est le suivant :

« Je,..., promets et jure l'observation exacte et fidèle du traité d'union conclu le 11 janvier 1790 et de tous et chacun de ses articles ; que j'envisagerai toujours et en tout le bien général de l'Union, et que je ne le sacrifierai jamais au bien particulier de ma province ni d'aucune autre ; que je tiendrai fidèlement le secret sur tous les points sur lesquels le Congrès l'exigera en en délibérant, et que, dans aucun cas, je ne révélerai jamais les opinions des membres du Congrès, que je rapporterai fidèlement tout ce qui parviendra à ma connaissance, qui pourrait conduire au bien de la généralité, ou lui nuire. Ainsi m'aident Dieu et tous ses Saints ! »

Déjà, le 4 janvier 1790, les États de Flandres avaient proclamé la déchéance de l'empereur du Saint-Empire.

## Toponymie
Le nom d'États belgiques unis était repris du vieux terme « belgique », utilisé couramment à l'époque dans la littérature néolatine et même dans les écrits officiels en latin au XVIe siècle, qui était utilisé comme adjectif (belgicus) ou comme nom (Belgica, parfois Belgium) désignant « les Pays-Bas » (Lage Landen en néerlandais). À l'époque, ce nom englobait aussi bien les Pays-Bas du nord que du sud (l'actuelle Belgique). On le vérifie chez le dramaturge hollandais Joost van den Vondel qui désigne la totalité des « grands » Pays-Bas par le mot « Belgia » dans une pièce qui met en scène la lutte des populations et d'une partie de la noblesse contre la domination espagnole.
L'adjectif belgique était également parfois utilisé en français, mais dans un contexte surtout littéraire ou scientifique. Par ailleurs, le prince d'Orange Guillaume le Taciturne avait nommé sa fille, née en 1578, Catherine-Belgique.
L'existence du drapeau à trois bandes horizontales n'est pas historiquement reconnue.

## Principauté de Liège
Parallèlement, dans la principauté de Liège, la situation est très différente, les Liégeois étant soumis à des princes-évêques, dépendant de la diète d’Empire. À la suite de la prise de la Bastille le 14 juillet 1789, les Liégeois chassent le dernier prince-évêque et, dès le 18 août, s’attèlent à la rédaction d’une constitution, après la prise de l'Hôtel de ville et de la Citadelle. Cette révolution liégeoise survient dans le même contexte politique que les révolutions brabançonne et française, celui d'une rébellion des opinions publiques dans l'ouest de l'Europe contre un régime théocratique. Mais elle se différencie de la révolution française par son plus grand radicalisme, comme l'atteste la Déclaration des droits de l'homme et du citoyen pour le Franchimont. Les Liégeois concluent également un traité avec les États belgiques unis.
La révolution liégeoise, essentiellement anti-cléricale, était idéologiquement proche de la Révolution française. Le rattachement de la principauté à la France fut d'ailleurs entériné en 1793, comme celui du reste de la Belgique, par des votes à main levée d'assemblées qui avaient été convoquées sans que leur représentativité soit clairement établie.

## Restauration impériale

La Reddition de Bruxelles, le 2 décembre 1790.

En raison de l'absence de soutien international et confrontés à d'importants problèmes financiers, les États belgiques unis ne peuvent résister au retour des troupes impériales. Malgré une victoire à Coutisse le 3 septembre, les patriotes sont mis en déroute par le maréchal de Bender lors de la bataille de Falmagne, ce qui lui permet d'ouvrir la route vers Namur. Il assiège la ville le 1er novembre et la prend le 24 du même mois. Ainsi, la province de Namur capitule le 27 novembre 1790 ; cette capitulation est perçue comme une trahison par les autres États (lettre XXVII du Congrès). L'armée impériale marche ensuite vers Mons et vainc l'armée belge. Le 30, la ville se rend. En décembre, l'armée impériale conquiert ville après ville jusqu'a la reddition de Bruxelles le 2 décembre 1790. Le gouverneur général Albert de Saxe-Teschen peut alors reprendre ses fonctions. En plus de son titre de Feld-maréchal, de Bender devient gouverneur militaire et reçoit la Grand-Croix de l'Ordre militaire de Marie-Thérèse.
L'armée impériale mène la reconquête des territoires des Pays-Bas autrichiens au nom de l'empereur Léopold II.
Ce dernier intervient également à Liège pour rétablir le prince-évêque Hoensbroeck. Les révolutionnaires liégeois se réfugient alors en France, de même que Vonck à Lille, Walckiers et ses partisans qui forment à Paris une légion destinée à relancer la révolution.

## Pièces de monnaie
L'article 5 du traité d'union créant les États belgiques unis le 31 janvier 1790 dit que Le Congrès aura seul le pouvoir de faire battre monnaie, au coin des États Belgiques-Unis, et d’en fixer le titre et la valeur.
Des pièces en cuivre d'un et de deux liards sont frappées, sans décret d'émission connu.
Les premières pièces en argent sont frappées vers le 15 juillet 1790. Il s'agit du florin et du demi-florin ou pièce de dix sols, avec les légendes : MON.NOV.ARG.PROV.FOED.BELG. et au revers : IN UNIO SALUS. Toutefois, le décret du 14 août 1790 corrige les légendes des florins et demi-florins UNIO en UNIONE.
L'ordonnance relative à la frappe d'un florin d'or[réf. nécessaire], si jamais elle a été imprimée, n'a pu être retrouvée. Des pièces de 14 florins des États belgiques unis ont également été frappées, reprenant les blasons des États.
Le 2 décembre 1790, les Impériaux entrent à Bruxelles et par une déclaration du 28 janvier 1791, paraphée par le chancelier Crumpipem et signée Mercy-Argenteau, le gouvernement du Saint-Empire démonétise toutes les monnaies frappées pendant l'existence de l'éphémère république des États belgiques unis.
Les monnaies émises se reconnaissent d'emblée par le lion de l'avers, au lieu d'un portrait de souverain, comme d'usage dans les Pays-Bas autrichiens.

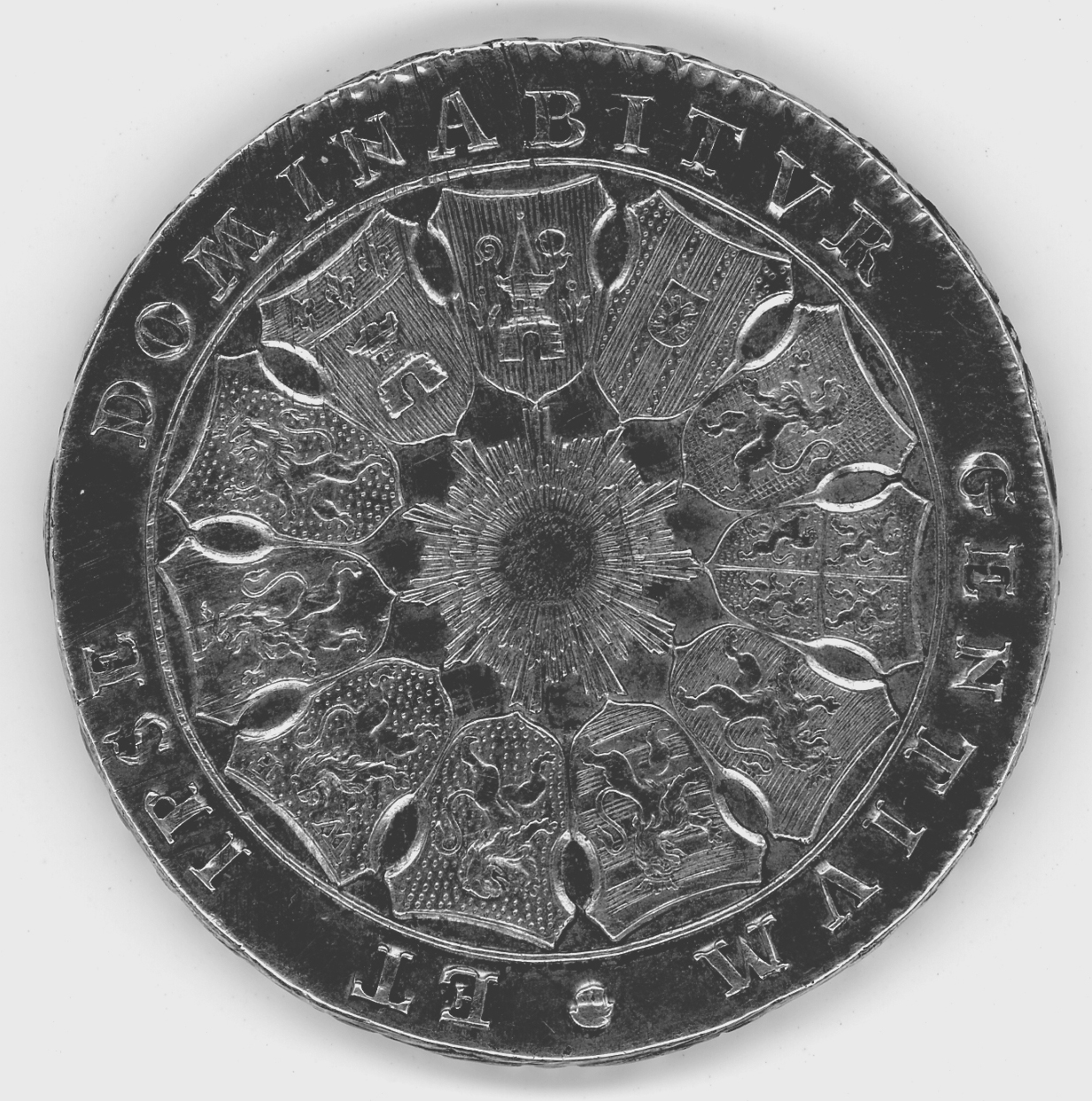
Monnaie de 3 florins avec les blasons des 11 provinces.
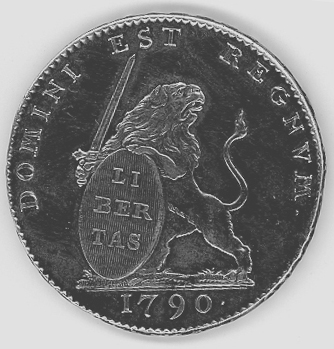
Avers 1790 Le lion de la liberté.